# مناورات تحية نسر
مناورات تحية نسر أو (بالإنجليزية: Eagle Salute Maneuvers)‏ هي مناورات عسكرية بحرية مشتركة تقام بين كل من مصر والولايات المتحدة الأمريكية في المياه الإقليمية المصرية منذ عام 1991. 

## هدف المناورات
تهدف المناورات إلى التدريب على عمليات الإستطلاع والبحث وإنقاذ السفن وتدمير الأهداف السطحية والجوية ومكافحة الغواصات المعادية، في إطار سعي الدولتين للتصدي إلى عمليات القرصنة البحرية وتأمين المضائق البحرية ذات المواقع الجيو - إستراتيجية. وتبادل الخبرات لصقل مهارات القادة والضباط.

## المناورات المنفذة
- تحية نسر 2017 : بدأت فعاليات المناورة في 23 أبريل 2017.[6]
- تحية نسر 2016 : بدأت فعاليات المناورة في 21 مارس 2016.[7]
- تحية نسر 2014 : بدأت فعاليات المناورة في 14 يونيو 2014.[8]
- تحية نسر 2012 : انتهت فعاليات المناورة في 10 مايو 2012.[9]
- تحية نسر 2010 : بدأت فعاليات المناورة في 20 مايو 2010, واشتملت علي تنفيذ العديد من الأنشطة منها قيام الجانبين بتخطيط وإدارة أعمال قتال بحرية مشتركة لتأمين منطقة العمليات ضد الأعمال القتالية النشطة للعدو البحري، وتنفيذ عدة تشكيلات إبحار نهارا وليلا لتحقيق السرعة والمناورة العالية خلال اتخاذ الوحدات أوضاعها طبقا لمتغيرات المعركة، والقيام بأعمال الاعتراض البحري والتفتيش، واقتحام السفن المشتبه فيها، والتعاون مع القوات الجوية لتنفيذ أعمال الدفاع الجوي، والهجوم علي سفن السطح المعادية، وكذلك القيام بعمليات الاستطلاع والبحث والإنقاذ لإحدى السفن الصديقة القائمة بالاستغاثة بالتعاون مع طائرات الهليكوبتر التابعة للقوات البحرية المشتركة في التدريب، كما قام الجانبان بتنفيذ أعمال الرماية بالذخيرة الحية، وتدمير الأهداف السطحية والجوية مع تأمين الوحدات البحرية المشاركة باستخدام وسائل وأسلحة الدفاع الجوي، ومكافحة الغواصات المعادية والتدريب علي أعمال التزود بالقود أثناء الإبحار، واستعادة الكفاءة القتالية للقوات لاستكمال تنفيذ باقي المهام.[10]
- تحية نسر 2008 : اختتمت فعاليات المناورة في 11 مارس 2008, وخلال التدريبات بحث رئيس أركان حرب الجيش المصري آنذاك الفريق سامي عنان مع قائد الفوج الثالث الأميركي الفريق جيمس لافليس، والوفد المرافق له، سبل دعم التعاون المشترك وتبادل الخبرات في مجال التدريب بين القوات المسلحة في البلدين. واشتملت على العديد من الأنشطة منها قيام الجانبين بتنفيذ عدة تشكيلات إبحار تبرز سرعة اتخاذ الوحدات والمجموعات التكتيكية لأوضاعها طبقا لمتغيرات المعركة إلى جانب التدريب على عمليات الاستطلاع والبحث وإنقاذ السفن.[11]
- تحية نسر 2007 : بدأت فعاليات المناورة في 07 فبراير 2007, واشتملت على العديد من الأنشطة منها قيام الجانبين بتنفيذ عدة تشكيلات إبحار تبرز سرعة اتخاذ الوحدات والمجموعات التكتيكية لأوضاعها وفقا لمتغيرات المعركة. وتضمنت أيضا التدريب على عمليات الاستطلاع والبحث والإنقاذ لإحدى السفن الصديقة المستغيثة بالتعاون مع المروحيات التابعة للقوات البحرية المشاركة في التدريبات. وقام الجانبان بتنفيذ أعمال الرماية بالذخيرة الحية نهارا وليلا لصد وتدمير الأهداف السطحية والجوية ومكافحة الغواصات المعادية مع تأمين الوحدات البحرية المشاركة باستخدام وسائل وأسلحة الدفاع الجوي. وتم تدريب الوحدات على أعمال التزود بالوقود أثناء الإبحار والإمداد البحري بواسطة الطائرات وكذلك القيام بأعمال الاعتراض البحري والتفتيش واقتحام السفن المشبوهة.[12]